# ラブシャイ
ラブシャイ (Love-shyness) とは、心理学者のブライアン・G. ギルマーティンによって提示された概念で、重度の人見知りの持病を表す。ギルマーティンによると、ラブシャイである人々は、くだけた社交の場で、恋人となりうる異性に対して働きかけることに強い困難を覚え、例えば男性の場合、強い不安を感じるため、女性と会話をはじめることができない。

## ギルマーティンの定義
ラブシャイの男性の要素として、ギルマーティンは以下の点を指摘している。
- 童貞である
- 女性と、単なる友人以上の関係を築くことが稀である
- 異性との間に、密接な愛情や性的な関係を持ったことがない
- 女性と関係を持ったことがないことについて悩み続けている
- 女性とくだけた関わりを持つことを考えただけで、極度に不安になる
- 空想や性的な志向としては、強く異性愛的である

ギルマーティンは女性や同性愛者のラブシャイの存在を否定していないが、その場合でも、異性愛者の男性ほど否定的な影響を感じないだろうとしている。これは主に、異性愛者の男性は、女性や同性愛者と比べると、社会的な役割として、人間関係を先導することを期待されているからだと考えている。ギルマーティンは、「ラブシャイである女性であっても、そうでない女性と同様に、異性関係や結婚をすることができる。ラブシャイの男性は、どれほど強く希望しても、結婚することができない」と説明している。

## ギルマーティンの理論

### ラブシャイの原因
ギルマーティンは、ラブシャイはアメリカの成人男性の約1.5%を占めると推測し、先天的な生物学要因、後天的な環境要因の双方によるとしている。ギルマーティンは、人見知りは克服されるべきものであると主張している。著作物では、「人見知りは決して善たりえない」としている。人見知りによって選択と自己決定が妨げられ、責任ある自己の制御と管理ができなくなると述べている。
ラブシャイである男性が受ける否定的な要素としては、学校での同級生などからのいじめや、児童虐待などの両親の養育面があげられている。
子ども時代の重要な人間関係において、否定的な刺激を多く受け、両親や同級生などとの関係で傷を負うことで、ラブシャイの男性は人間関係を避けるようになり、社会的に孤立する。それによって悪循環に陥り、その後も異性や仕事上の関係などにおいて、好機を得られなくなっていく。

### ラブシャイと性
ギルマーティンは、社会的に期待される性的役割の差異によって、ラブシャイは異性愛者の男性の場合に最も深刻な影響があると述べている。人見知りの女性の場合は、単に積極的な男性の働きかけを待っているだけでも異性関係を持つことができ、人見知りでない女性と比べて恋愛し、結婚し、子どもを持つことについて不利ではないが、人見知りな男性の場合はそうでなく、恋愛、結婚、子どもを持つことができないとしている。
ギルマーティンによると、ラブシャイの男性は、女性に興味がないように他人から見られがちで、同性愛者だと思われることも頻繁にあるという。また、ラブシャイの男性の多くは、他の男性との友人関係にも興味をあまり示さないとしている。

## ラブシャイと心理学
ラブシャイは世界保健機関(WHO)の定義では精神疾患と見なされない。ラブシャイの男性の心理的・社会的な問題は、友人関係や変化への適応などへの困難から、自閉症と考えられることもある。ギルマーティンは、重度のラブシャイ男性の4割はアスペルガー症候群ではないかと述べている。またラブシャイは恋愛格差の問題とも関係している。

## ラブシャイへの解決策
ギルマーティンは、ラブシャイの男性に対して、社交性を身につけ、不安緊張を克服するため、「デート療法」を提案し、この手法により多くのラブシャイ男性を改善に導いたと主張している。